# Albizia suluensis
Albizia suluensis (the Zulu Albizia) là một loài rau đậu thuộc họ Fabaceae. Loài này chỉ có ở Nam Phi. Chúng hiện đang bị đe dọa vì mất nơi sống.